# Ганс-Йоахім Вайзе
Ганс-Йоахім Вайзе (нім. Hans-Joachim Weise, 15 листопада 1912 — 24 лютого 1991) — німецький спортсмен.
Олімпійський чемпіон 1936 року в класі Зоряний.